# Resolutie 1678 Veiligheidsraad Verenigde Naties
Resolutie 1678 van de Veiligheidsraad van de Verenigde Naties werd unaniem door de VN-Veiligheidsraad aangenomen op 15 mei 2006 en verlengde de waarnemingsmissie aan de grens tussen Ethiopië en Eritrea met een halve maand.

## Achtergrond
Na de Tweede Wereldoorlog werd Eritrea bij Ethiopië gevoegd als een federatie. In 1962 maakte keizer Haile Selassie er een provincie van, waarop de Eritrese Onafhankelijkheidsoorlog begon. In 1991 bereikte Eritrea na een volksraadpleging die onafhankelijkheid. Er bleef echter onenigheid over een aantal grensplaatsen.
In 1998 viel Eritrea de stad Badme binnen, gevolgd door de bezetting van de rest van de Yirga Driehoek. Volgens Eritrea ging het historisch gezien om Eritrees grondgebied. Het lukte Ethiopië het gebied uiteindelijk weer in handen te krijgen, maar de gevechten kostten beide landen duizenden levens en miljarden dollars. 
In 2000 werd in Algiers een akkoord bereikt en een 25 kilometer brede veiligheidszone ingesteld die door de UNMEE-vredesmacht wordt bewaakt. Een gezamenlijke grenscommissie wees onder meer de stad Badme toe aan Eritrea, maar anno 2018 wordt het gebied nog steeds door Ethiopië bezet.

## Inhoud

### Waarnemingen
Tijdens de vergadering van de Ethiopisch-Eritrese grenscommissie in Londen op 10 maart was vooruitgang geboekt en de Veiligheidsraad verwachtte ook een positief resultaat van de vergadering op 17 mei.

### Handelingen
Intussen werd het mandaat van de UNMEE-waarnemingsmacht op de grens tussen de twee landen verlengd tot 31 mei. De Veiligheidsraad eiste dat de partijen zouden voldoen aan resolutie 1640. Als dat niet het geval was, dan zou het mandaat en het troepenaantal van UNMEE worden bijgesteld. Ten slotte werd secretaris-generaal Kofi Annan gevraagd hier binnen de zeven dagen over te rapporteren.

## Verwante resoluties
- Resolutie 1661 Veiligheidsraad Verenigde Naties
- Resolutie 1670 Veiligheidsraad Verenigde Naties
- Resolutie 1681 Veiligheidsraad Verenigde Naties
- Resolutie 1710 Veiligheidsraad Verenigde Naties

Lijst ·  1652 ·  1653 ·  1654 ·  1655 ·  1656 ·  1657 ·  1658 ·  1659 ·  1660 ·  1661 ·  1662 ·  1663 ·  1664 ·  1665 ·  1666 ·  1667 ·  1668 ·  1669 ·  1670 ·  1671 ·  1672 ·  1673 ·  1674 ·  1675 ·  1676 ·  1677 ·  1678 ·  1679 ·  1680 ·  1681 ·  1682 ·  1683 ·  1684 ·  1685 ·  1686 ·  1687 ·  1688 ·  1689 ·  1690 ·  1691 ·  1692 ·  1693 ·  1694 ·  1695 ·  1696 ·  1697 ·  1698 ·  1699 ·  1700 ·  1701 ·  1702 ·  1703 ·  1704 ·  1705 ·  1706 ·  1707 ·  1708 ·  1709 ·  1710 ·  1711 ·  1712 ·  1713 ·  1714 ·  1715 ·  1716 ·  1717 ·  1718 ·  1719 ·  1720 ·  1721 ·  1722 ·  1723 ·  1724 ·  1725 ·  1726 ·  1727 ·  1728 ·  1729 ·  1730 ·  1731 ·  1732 ·  1733 ·  1734 ·  1735 ·  1736 ·  1737 ·  1738